# 對立教宗菲利普
對立教宗菲利普（Antipope Philip）是八世紀時的一位對立教宗，在位僅僅一天，即768年七月31日。
當教宗保祿一世於767年六月28日去世時，羅馬貴族出身的君士坦丁二世在兄弟「托托」（Toto）的幫助下，受羅馬的主教們奉為新任教宗。隔年，在首席官克里斯托佛魯斯（Christophorus）的請求下，倫巴底國王狄西德里烏斯出兵羅馬，推翻了君士坦丁二世。狄西德里烏斯派遣的使者瓦爾迪佩特（Waldipert）隨後將埃斯奎利諾山修道院裡的菲利普立為教宗。
當得知菲利普未經正當選舉即成為教宗後，克里斯托佛魯斯拒絕進入羅馬；菲利普立刻被宣布為非法教宗，被迫返回修道院。768年八月7日，斯德望三世被選為新任教宗。